# Conseguenze della guerra franco-prussiana

L'estensione del Reich al termine della guerra franco-prussiana. In rosso i territori dell'Alsazia e della Lorena annessi con la sottoscrizione del Trattato di Francoforte.

La guerra franco-prussiana si concluse il 27 gennaio 1871 con la firma dell'armistizio. La sottoscrizione dell'accordo di pace (Trattato di Francoforte) il 10 maggio 1871 pose una fine definitiva al conflitto, da cui derivarono importanti conseguenze.

## La Francia distrutta

### Il popolo francese tra desiderio di pace e di rivincita
(Denis William Brogan, La nazione francese da Napoleone a Pétain, Milano, Il Saggiatore, 1963, p. 190)

Il II Reich nel 1871: in rosso la ex Confederazione della Germania del Nord; in arancio gli stati a sud del fiume Meno entrati a far parte dell'Impero tedesco; in arancio più chiaro i territori dell'Alsazia-Lorena annessi in seguito alla guerra del 1870-1871

La Francia uscì sfinita da un conflitto che nella sua parte conclusiva si era tramutato in una lotta del popolo per la difesa del proprio territorio e della propria sovranità ed aveva per questo cessato, da tempo, di assumere i connotati di una guerra "dell'Imperatore". La vittoria delle forze conservatrici alle elezioni svoltesi nel periodo dell'armistizio apparve un messaggio chiaro di rinuncia alla lotta da parte della popolazione e della volontà di ritornare alla pace.
L'amarezza provata da molti francesi per la sconfitta, che diffuse un forte senso di umiliazione, anche a causa del trattamento mortificatorio riservato alla Francia da parte dei nemici prussiani, alimentò episodi di risentimento, specie all'interno delle componenti patriottiche e nazionaliste. Tale sentimento di frustrazione nazionalistica sarà conosciuto con il nome di revanscismo, termine etimologicamente legato alla parola francese "revanche" che significa "rivincita". Questa tendenza, attraversata da sfumature di natura politica, germinata negli animi dei patrioti francesi, assieme all'annessione tedesca dell'Alsazia e della Lorena (decisa dal trattato di Francoforte) che divennero il "pomo della discordia" attorno al quale si costruirà un'accesa rivalità franco-tedesca, costituiranno elementi cruciali delle ragioni degli eventi che condurranno all'esplosione del primo conflitto mondiale.

### Proclamazione dell'impero tedesco

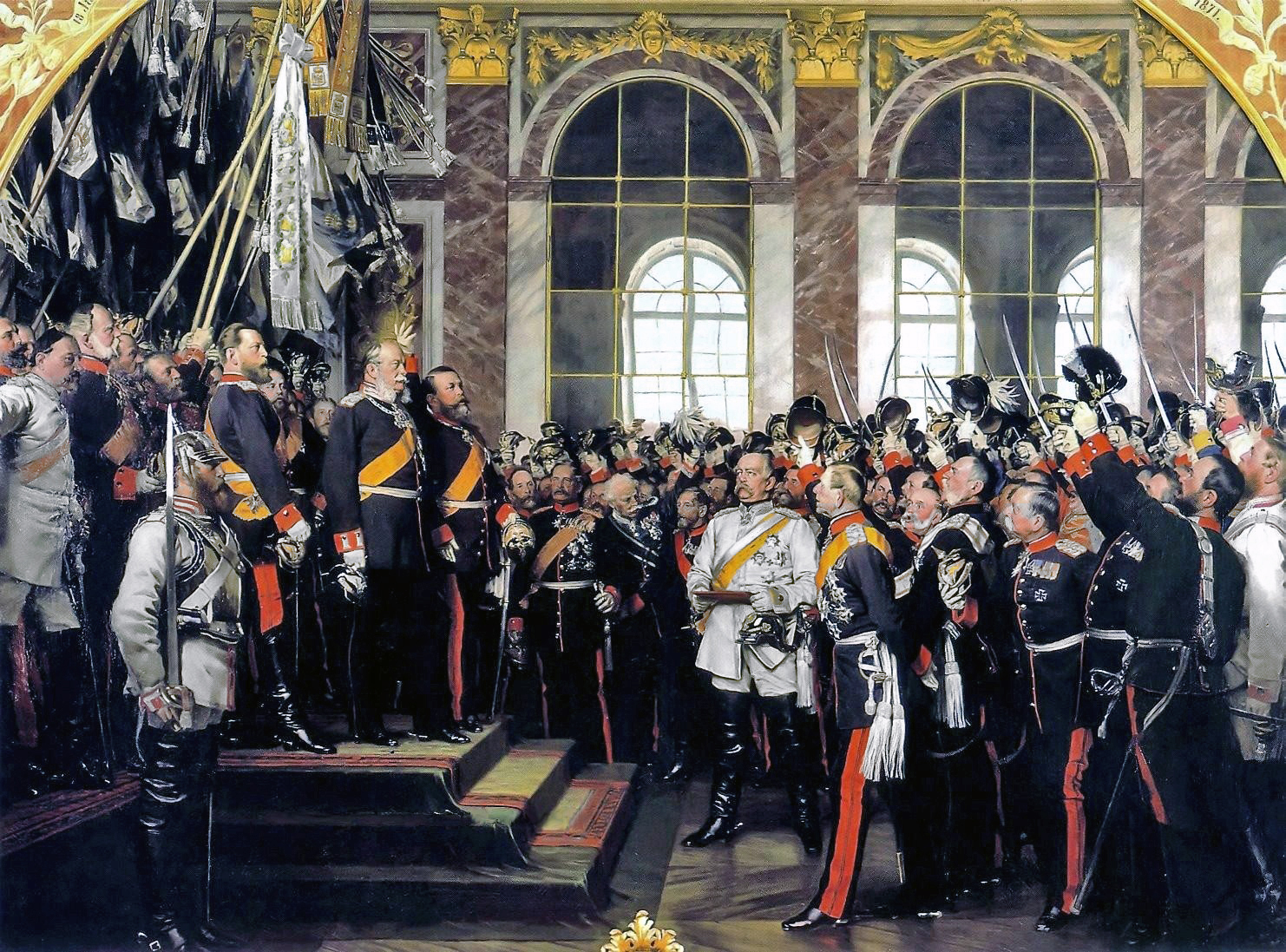
L'incoronazione di Guglielmo I, dipinto di Anton von Werner. Al centro è visibile Bismarck in abito bianco

La sconfitta francese, oltre a causare il dissolvimento dell'intero esercito imperiale, provocò uno sconvolgimento politico radicale nel paese. Il crollo dell'Impero di Napoleone III avviò la fase della terza Repubblica, che venne proclamata a Parigi il 4 settembre 1870. Negli ultimi atti della guerra gli stati tedeschi proclamarono la loro unificazione e venne decretata la costituzione dell'Impero tedesco.
L'unificazione delle terre germaniche era stata però virtualmente sancita con la partecipazione al conflitto degli stati tedeschi meridionali. Durante la guerra e anche prima di essa, già la Confederazione della Germania del Nord, l'unione federale dei ventidue stati tedeschi a nord del Meno sorta nel 1866, si era mossa come uno stato a sé stante e aveva assunto le particolarità di una versione in scala ridotta dell'Impero germanico nato parallelamente al tramonto dell'egemonia francese. La convergenza di tutti gli stati germanici sull'accordo intorno alla creazione del Deutsches Reich era stata ottenuta dopo non poche difficoltà, soprattutto per le opposizioni di Baviera e Württemberg. I principi tedeschi offrirono a Guglielmo I la corona di "Imperatore tedesco" (non "di Germania", per non suscitare attriti con i sovrani degli altri stati tedeschi), dopo che già il 18 dicembre 1870 una deputazione del parlamento tedesco del nord aveva offerto l'ornamento regale a Guglielmo.
Per dimostrare l'ampiezza della vittoria e quindi la gravità della débâcle francese, la cerimonia della solenne proclamazione ebbe luogo all'interno di uno dei simboli storici della Francia, luogo rievocatore dell'antica supremazia dei monarchi dell'Ancien Régime, nella galleria degli specchi della reggia di Versailles, il 18 gennaio 1871. Ciò costituì una forte umiliazione per la Francia e corroborò il significato del trasferimento del ruolo di principale attore europeo da una Francia neo-repubblicana prostrata al nascente Reich pangermanistico. La sconfitta della Francia, come l'unificazione della Germania e la conseguente annessione di Roma al Regno d'Italia (20 settembre 1870), rivoluzionarono infatti l'equilibrio della politica europea e ridisegnarono le mappe territoriali.

### L'armistizio e le elezioni dell'Assemblea nazionale

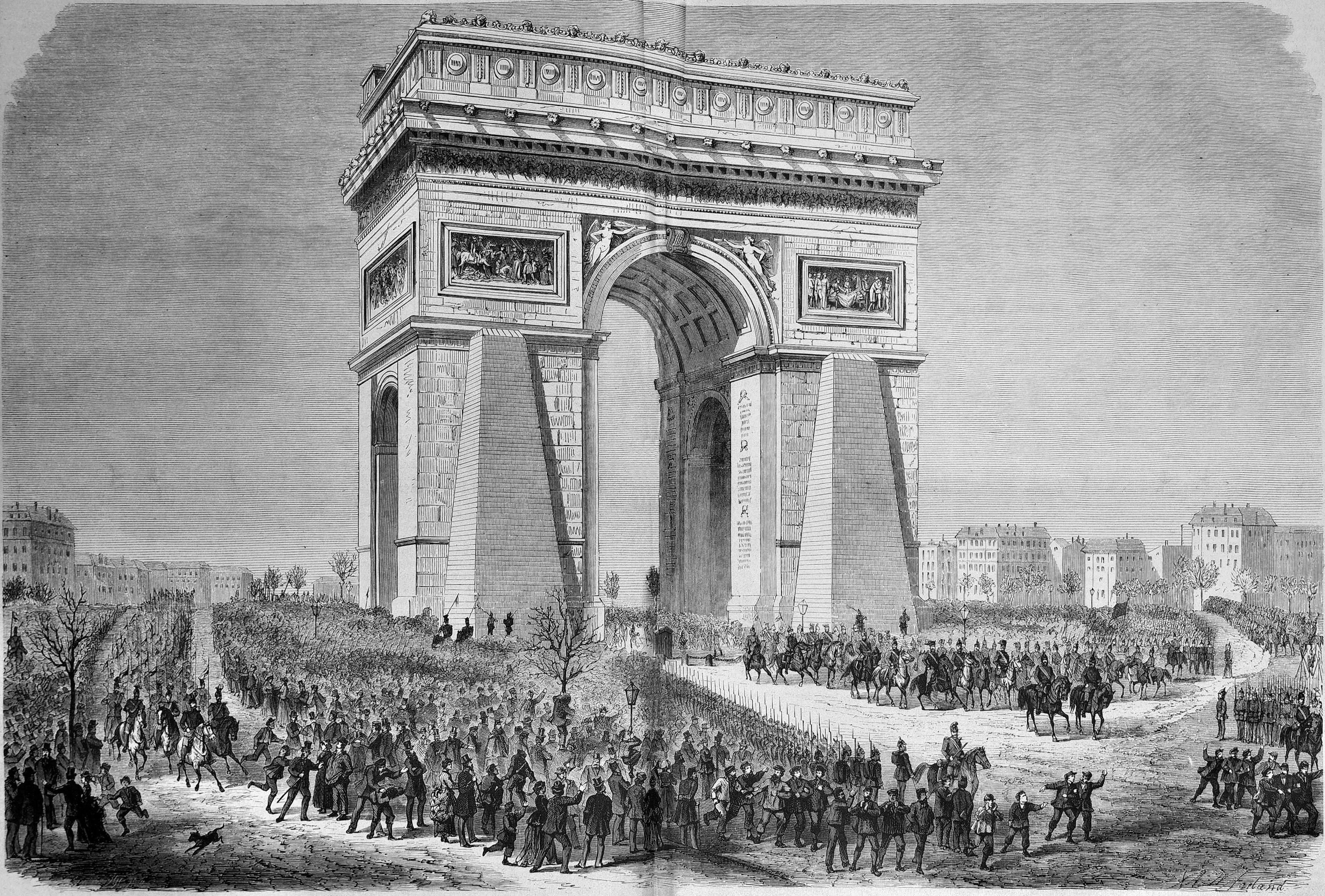
Le truppe prussiane sfilano il 1º marzo sotto l'Arco di Trionfo di Parigi

L'armistizio entrato in vigore il 28 gennaio, si prolungò fino al 19 febbraio per consentire lo svolgimento delle elezioni per un nuovo governo che avrebbe dovuto accettare le clausole del trattato di pace. Qualora queste non fossero state avallate dal nuovo esecutivo, il conflitto sarebbe potuto riesplodere. In particolare, l'azione di Bismarck si concentrò, all'indomani della resa di Parigi, sull'elemento prioritario delle richieste prussiane, ovvero la cessione dell'Alsazia-Lorena. Il cancelliere sostenne che fosse sopra di ogni altra domanda la "protezione strategica del nostro confine a sud-ovest". Bismarck minacciò la prosecuzione del conflitto "se necessario, per altri dieci anni" qualora la Francia non si fosse piegata ad accettare il trasferimento delle province. L'Alsazia e la Lorena sotto lo stivale prussiano avrebbero rappresentato, nei suoi pensieri, il baluardo a protezione del Reich nella prospettiva di una prossima nuova esplosione del conflitto contro la Francia (eventualità che Bismarck sostenne si sarebbe di nuovo realizzata e che il suo programma politico, successivo alla fine della guerra e teso a proteggere le acquisizioni prussiane, avrebbe cercato di scongiurare).
Le elezioni si svolsero l'8 febbraio e l'Assemblea nazionale fu riunita a Bordeaux. Dalle votazioni uscì pienamente vincente il blocco monarchico-cattolico; del tutto minoritaria risultò la componente repubblicana e radicale. Il politico conservatore Adolphe Thiers, già coinvolto nelle operazioni di negoziazione dell'armistizio, il 17 febbraio 1871 fu eletto a capo dell'esecutivo dall'Assemblea nazionale e il 1º marzo fece ratificare (dopo un'accettazione preventiva a Versailles il 26 febbraio) dalla stessa Assemblea gli accordi preliminari che il 10 maggio portarono alla firma della pace di Francoforte che imponeva la cessione di Alsazia e Lorena e la permanenza nell'est della Francia di truppe di occupazione fino al completo pagamento di 5 miliardi di franchi (l'equivalente di circa 1 miliardo di dollari attuali) come indennità di guerra. La Germania avrebbe ricevuto inoltre 1.000 milioni di franchi entro i successivi 12 mesi e il saldo entro tre anni. Dalle cessioni territoriali venivano escluse le terre coloniali francesi, che non rientrarono nelle mire di Bismarck. Lo stesso giorno della ratifica del trattato l'esercito prussiano sfilò sotto l'arco di Trionfo di Parigi alla presenza del Kaiser.

### LaComunedi Parigi

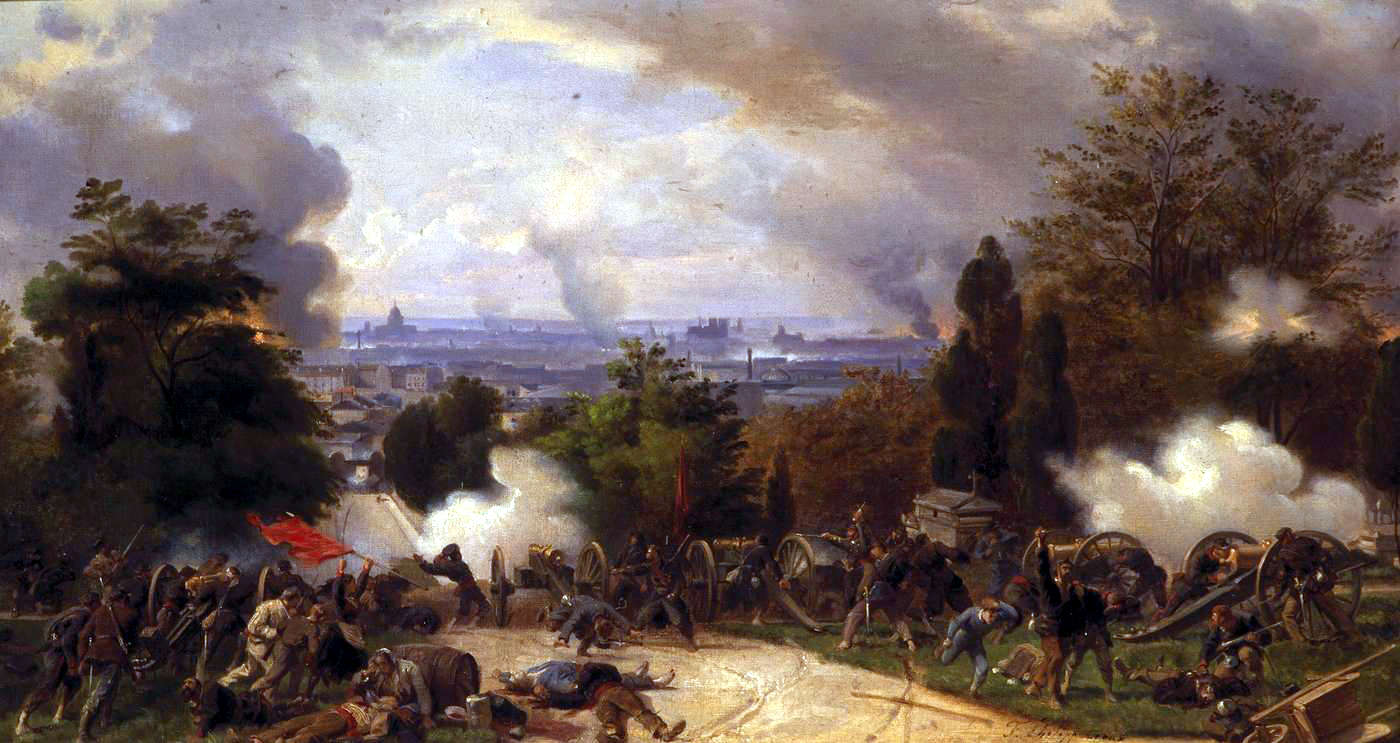
Combattimenti presso il cimitero di Père-Lachaise il 27 maggio 1871. Qui si svolse il massacro finale di numerosi comunardi e si chiuse definitivamente la pagina della Comune

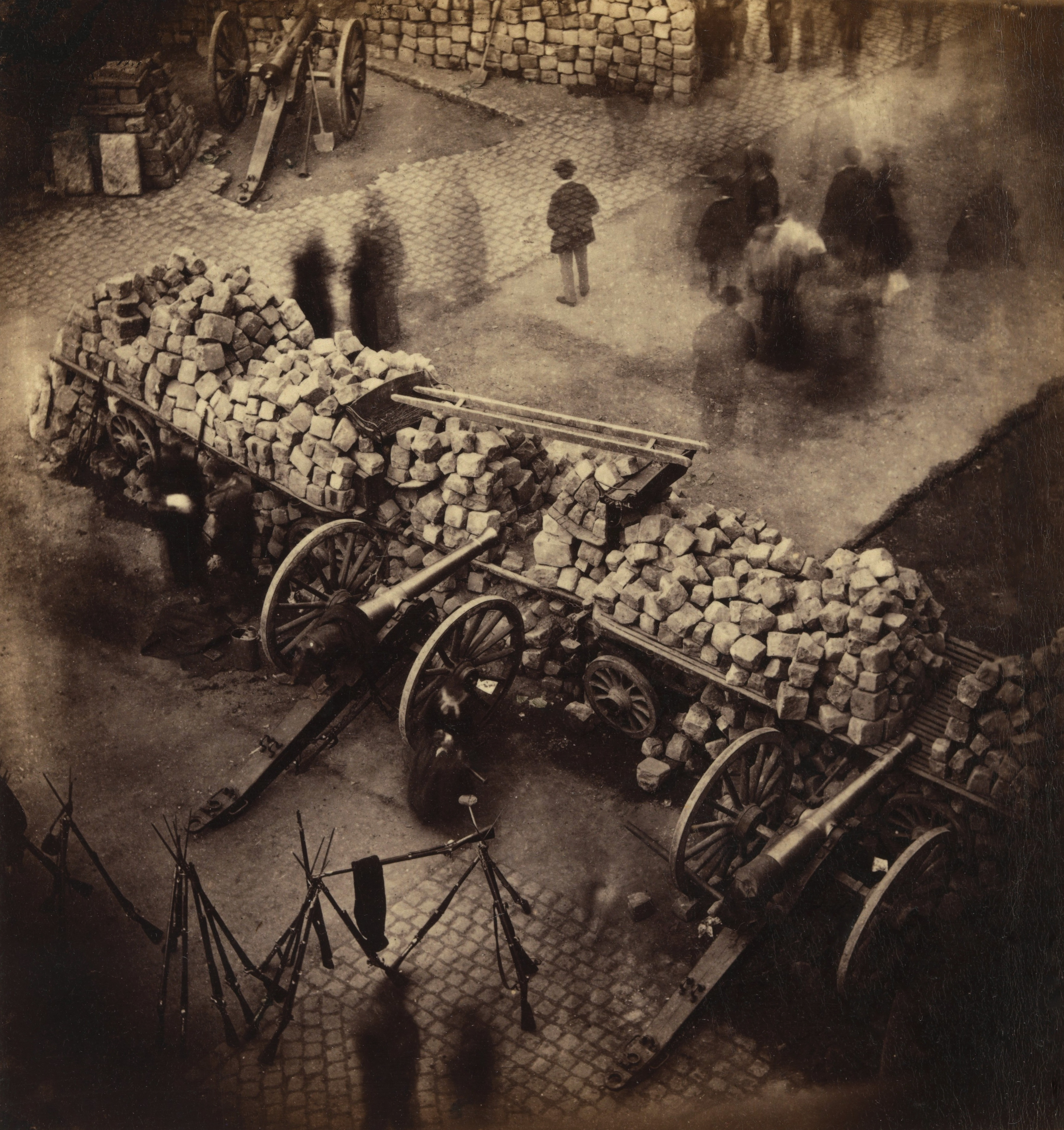
Barricata in una strada di Parigi nel 1871

L'accordo capestro di Francoforte mise il parlamento francese nella condizione di approvare misure rigorose sul piano economico. Esse erano dirette a colpire soprattutto la popolazione di Parigi che, a causa di quei provvedimento, rischiava in massa la bancarotta economica o lo sfratto. Il popolo della capitale francese fu scosso da un moto di indignazione e la guardia nazionale di Parigi (alla quale si imponeva la soppressione dello stipendio), formata da socialisti, anarchici e proudhoniani, si ribellò. Essa, che costituiva l'unica forza validamente organizzata con il resto dell'esercito sostanzialmente disarmato, si unì ai rivoluzionari nella proclamazione della Comune di Parigi, che fu annunciata nell'Hôtel de Ville il 28 marzo con la promessa del ritorno agli spiriti rivoluzionari del 1792-1794, gli anni del predominio della sinistra democratica radicale durante la rivoluzione. Con la vittoria delle forze di sinistra al Consiglio della Comune, fu avviata una stagione di riforme politiche e sociali d'ispirazione anarchica e socialista (omologazione del livello di stipendio tra impiegati e operai, soppressione della separazione dei poteri).
L'esperimento comunardo sarebbe durato poco più di un mese e avrebbe conosciuto presto il proprio soffocamento, senza aver suscitato entusiasmo nel resto del paese ed essendo rimasto un fenomeno praticamente isolato. Il 2 aprile le armate francesi provenienti da Versailles mossero il primo attacco alla città presso Neuilly, mentre il giorno successivo un attacco comunardo fu disperso. Il 6 aprile il generale Mac-Mahon, ritornato da una breve prigionia in Germania, sostituì Vinoy come governatore militare e fu incaricato di riprendere la capitale. La fine della parabola rivoluzionaria coincise con la riconquista di Parigi da parte dalle truppe francesi, supportate dai prussiani. Il 28 maggio 1871, dopo una settimana di violenza e dura repressione (passata alla storia come settimana di sangue), le forze franco-prussiane posero termine alla rivolta lasciando una divisione insanabile in seno alla politica francese.
L'esercito francese, che registrò negli scontri la perdita di 873 militari, massacrò circa 25.000 comunardi. La Comune parigina, che per reagire alle esecuzioni sommarie dell'esercito di Mac-Mahon aveva istituito un Comitato di Salute pubblica sul modello di quello del 1793 e deciso l'arresto di ostaggi ritenuti ostili alla rivoluzione, fucilò per rappresaglia 85 ostaggi.
Nella sua opera La guerra civile in Francia, Karl Marx indicherà la Comune come esempio di ciò che è auspicabile e, nel contempo, di ciò che va evitato. Egli aveva vanamente messo in guardia i francesi, nel momento in cui cadde l'impero, che il loro scopo sarebbe dovuto consistere nella costruzione del futuro e non nella riesumazione del passato.

## Risvolti internazionali

### Ilsistemabismarckiano delle alleanze
(Alan John Percival Taylor, L'Europa delle Grandi Potenze, Bari, Laterza, 1977, p. 364)

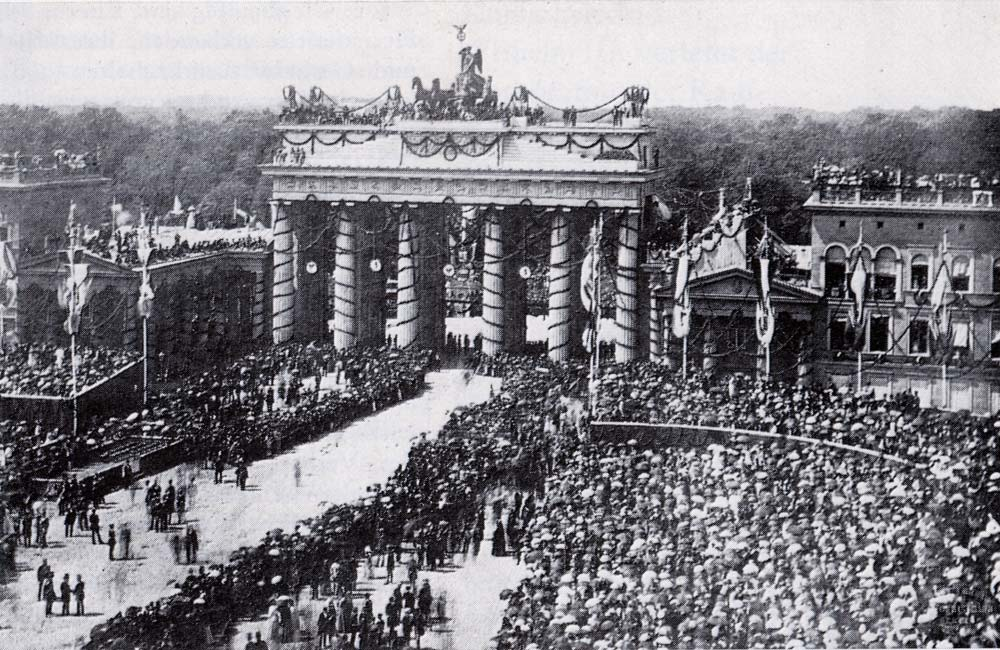
Festeggiamenti a Berlino presso la Porta di Brandeburgo dopo la vittoria prussiana

Sul fronte delle ripercussioni all'estero della vittoria tedesca il rafforzamento della Germania apparve come un fattore fortemente destabilizzante per gli equilibri europei. Nel 1871, in un discorso tenuto alla Camera dei Comuni, il primo ministro britannico Benjamin Disraeli affermò: "questa guerra rappresenta una rivoluzione tedesca, un grande evento politico dopo la rivoluzione francese del secolo scorso". Inoltre pose l'accento su come la violenta affermazione della Prussia avrebbe potuto avere ripercussioni su una struttura europea già precaria, uscita scossa dagli eventi del 1848 e della guerra di Crimea. La Germania bismarckiana era diventata "un fattore scomodo dell'equilibrio, molto più difficile da maneggiare della Prussia, dell'Austria e della Germania di un tempo".

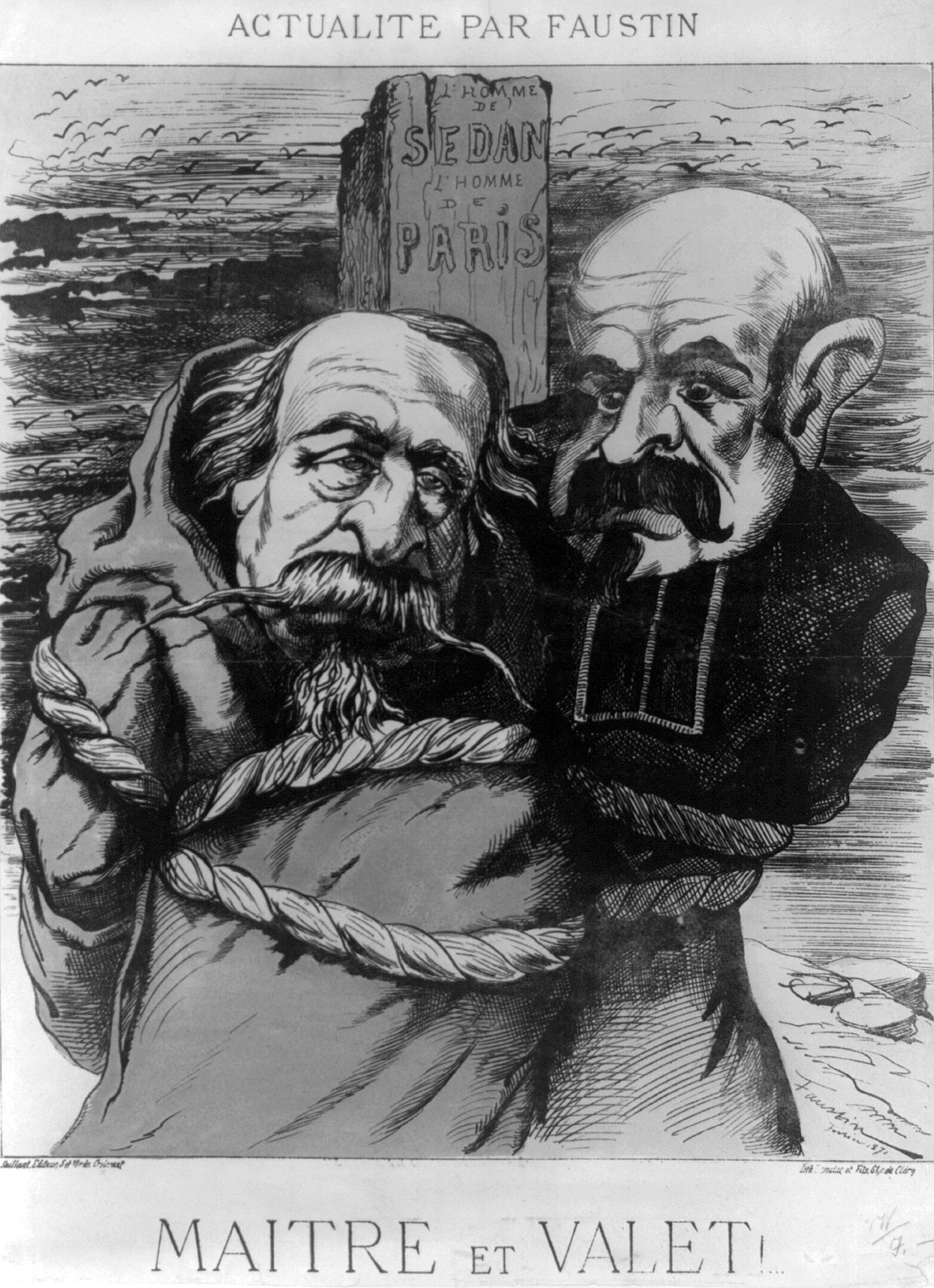
Vignetta satirica del febbraio 1871. "L'homme de Sedan, L'homme de Paris" recita la scritta su un legno ai piedi della quale Napoleone III (vestito da frate) e Trochu (nei panni di un membro del clero), principali responsabili della sconfitta francese, sono imprigionati da una fune

Per Bismarck si pose il problema di come compensare le sue conquiste territoriali in relazione agli interessi delle altre potenze europee (il cancelliere prima della guerra aveva già fornito il proprio appoggio alla nuova militarizzazione del Mar Nero da parte della Russia che costituiva una violazione di fatto dei termini della pace di Parigi), ma più in generale, di quale atteggiamento assumere nei rapporti con gli altri Stati del vecchio continente. Oltre la strada degli indennizzi a fronte dei territori ottenuti, si aprirono altre alternative, come quelle di una pericolosa lotta per l'egemonia - che implicava la corsa agli armamenti e il ricorso alla minaccia della guerra preventiva - oppure di un comportamento difensivo che puntasse a garantire la pace tramite la creazione di una rete di alleanze che potesse escludere il pericolo dell'isolamento.
Si venne a costituire così un transitorio sistema di equilibrio, nuovo rispetto al modello del "concerto europeo", che ebbe come centro Berlino e che si basò su un sistema di alleanze ristretto a cinque potenze (Germania, Austria-Ungheria, Francia, Regno d'Italia e Russia), mentre il Regno Unito, appagato nel suo splendid isolation della media età vittoriana e occupato nelle proprie vicende coloniali, almeno per un certo tempo non vi rimarrà coinvolto.
Il sistema voluto da Bismarck evitava alla Germania il potenziale schiacciamento tra Russia e Francia, facendo perno sull'isolamento diplomatico cui sarebbe stata sapientemente ridotta quest'ultima. Queste scelte furono motivate da uno stato di preoccupazione da parte di Berlino che riguardava il plausibile risorgere della potenza francese. Essa, ritornato temibile, avrebbe potuto porsi a capo di una coalizione unita nel segno della "vendetta", il cui intervento avrebbe potuto seriamente rimettere in discussione i confini territoriali di una Germania uscita ingigantita dalle guerre di conquista condotte nella seconda metà del XIX secolo. Questa ansia tedesca, accanto alla convinzione invalsa in Europa che la Germania costituisse uno Stato minaccioso quanto imponente, avrebbe innescato nei decenni successivi quelle scintille tra le diplomazie del continente che, unite ad altre numerose e più complesse concause, sarebbero divampate nella prima guerra mondiale.
Il castello bismarckiano di alleanze tuttavia fece subito udire i primi scricchiolii, quando il patto dei tre imperatori del 1873, fondato sull'atteggiamento solidaristico dei maggiori Stati monarchici europei e sull'errata convinzione che l'unione reazionaria delle tre corti imperiali potesse fare da argine ad una nuova rivoluzione ritenuta alle porte, si dimostrò uno strumento inefficace, soprattutto a motivo dell'antica rivalità fra Austria e Russia. Lo stesso isolamento francese, baricentro della partita del cancelliere, venne meno, così come gli accorgimenti tesi a creare una frattura nei rapporti tra lo Zar e la Francia repubblicana. Il meccanismo "dell'antirivoluzione" di stampo metternichiano (che sembrò essersi messo nuovamente in moto dopo la Comune), che aveva funzionato al tramonto dell'epopea napoleonica, non aveva più senso nell'Europa degli accesi fervori nazionalistici.

### La presa di Roma e la fine dello Stato della Chiesa
Un altro evidente effetto della fine del Secondo Impero francese fu la presa di Roma nel settembre 1870: il re Vittorio Emanuele II e il governo italiano a Firenze erano consci che senza il sostegno della monarchia francese il papato sarebbe stato sostanzialmente indifeso militarmente e diplomaticamente.
Dopo un'attenta preparazione diplomatica nei giorni immediatamente precedenti alla proclamazione della repubblica francese del 4 settembre, le autorità sabaude si decisero a inviare le truppe comandate dal generale Cadorna alla diretta conquista della capitale pontificia, che fu alla fine penetrata il 20 settembre, appena due settimane dopo la fine del Secondo Impero. Il 2 ottobre si tenne il plebiscito confermativo e la provincia di Roma fu annessa al Regno d'Italia: il plurisecolare Stato della Chiesa aveva cessato di esistere.